# Maesobotrya pynaertii
Maesobotrya pynaertii är en emblikaväxtart som först beskrevs av De Wild., och fick sitt nu gällande namn av Ferdinand Albin Pax. Maesobotrya pynaertii ingår i släktet Maesobotrya och familjen emblikaväxter.
Artens utbredningsområde är Kongo-Kinshasa. Inga underarter finns listade i Catalogue of Life.